# Orgilus priesneri
Orgilus priesneri är en stekelart som beskrevs av Fischer 1958. Orgilus priesneri ingår i släktet Orgilus och familjen bracksteklar. Inga underarter finns listade i Catalogue of Life.